# Hornslet
Hornslet er en stationsby på Djursland med 6.411 indbyggere  (2024) og er den tredjestørste by på Djursland i Hornslet Sogn ca. 21 km nordøst for Aarhus. Byen ligger i Syddjurs Kommune og hører til Region Midtjylland.
Selv om Hornslet er Djurslands tredjestørste by, er den i realiteten en satellitby til Aarhus. Mest kendt er den for Rosenholm Slot uden for byen. Slottet tilhører familien Rosenkrantz. Slottet er kendt for at have lagt faciliteter til DR's julekalender Jul på Slottet fra 1986.
I Hornslet by er der bl.a. en kommuneskole, Hornslet Skole, Hornslet Station, en svømmehal, biograf, bibliotek, sportsfaciliteter og Hornslet Kirke.
Hornslet var den største by i Rosenholm Kommune. I forbindelse med kommunalreformen i 2007 blev kommunen lagt sammen med nabokommunerne Rønde samt Ebeltoft og Midtdjurs til Syddjurs Kommune.

## Historie
Navnet Hornslet menes at henvise til fældning af Horn skov, måske nævnt i Harald Hårderådes Saga.
Hornslet landsby bestod i 1682 af 11 gårde og 2 huse med jord. Det samlede dyrkede areal udgjorde 306,7 tønder land skyldsat til 49,83 tønder hartkorn. Dyrkningsformen var trevangsbrug.
I 1875 beskrives byen således: "Hornslet med Kirke. Præstegaard, Skole, Degnegaard, Hospital, Apothek, Kro og 4 Kjøbmandshandler".
Omkring århundredeskiftet beskrives byen således: "Hornslet med Kirke, Præstegd., Skole, Degnegaard, Amtssyge- og Epidemihus (opf. 1891 af Amtet, Arkitekt: Olivarius; det bestaar af Hovedbygning med Kælder og en Sidefløj samt Epidemihus og har 23 Senge), Hospital (ved Kirken, opf. af Holger Rosenkrantz til Rosenholm, † 1642, Fund. af 25/12 1646, for 5 fattige, 1872 udvidet til 7 Lemmer, 1890 indrettet til 2 Lejligheder til 2 Mænd, Kvinder eller Familier af Stamh. Rosenholm, som faa fri Bolig, Brændsel og hver 70 Kr. aarl.), Fattiggaard (opr. 1871, Pl. for 25 Lemmer), Apotek, Distriktslægebolig, Sparekasse (opr. 1872; 31/3 1899 var Spar. Tilgodeh. 67,113 Kr., Rentef. 4 pCt., Reservef. 3087 Kr., Antal af Konti 611), Købmandshdlr., Haandværkere m. m., Afholdshjem med Forsamlingssal, Valgsted for Amtets 4. Folketingskr., Jærnbane-, Telegraf-, og Telefonst. samt Postekspedition".

## Kultur og seværdigheder
- Rosenholm Skov med Ivars Kilde
- Sophie-Amaliegård Skov med Eskjærtoft Voldsted
- Rosenholm Slot
- Rosenholm Festival
- Kom-Bi biograf

### I oplandet
- Kalø Slotsruin i Kalø Vig
- Clausholm Slot
- Gammel Estrup